# Carl Broman
Carl Broman, född 1666, död 22 mars 1722, var en svensk lagman.

## Biografi
Broman var lagman i Ångermanlands läns lagsaga 1718 och i Ångermanlands och Västerbottens lagsaga från 1720 till 1721 då han blev lagman i Västernorrlands lagsaga, vilken tjänst han hade intill sin död 1722.
Han var innehavare av Hargs och Gysinge bruksegendomar i Uppland.